# Neferkare VIII
Neferkare VIII là vị pharaon thứ hai thuộc vương triều thứ 10 của Ai Cập cổ đại (trong giai đoạn khoảng năm 2130 và 2040 TCN, thuộc thời kỳ Chuyển tiếp thứ Nhất).
Tên praenomen "Neferkare" gợi ý rằng ông đã tự coi mình là một người kế vị hợp pháp của pharaon Pepi II Neferkare thuộc vương triều thứ 6, giống như phần lớn các vị vua Memphis của Vương triều thứ Bảy và thứ Tám. Ông thể là vị vua thứ 8 mang tên gọi này mặc dù nhiều vị tiên vương của ông trước kia được gọi bằng một tên gọi kết hợp giữa tên praenomen và nomen (ví dụ như Neferkare Tereru, hoặc Neferkare Khendu).
Ông chỉ được chứng thực rõ ràng trên bản danh sách vua Turin, bởi vì ông không được biết đến thông qua các phát hiện khảo cổ học. Một điều rất khó có thể sảy ra đó là Neferkare VIII và vị vua bí ẩn Ka-nefer-re được đề cập tới trong ngôi mộ của vị nomarch Ankhtifi là cùng một người, và một điều có nhiều khả năng sảy ra hơn đó là Kaneferre nên được đồng nhất với Neferkare VII của vương triều thứ 9 trước đó.